# Yokneam
Yokneam Illit (tiếng Do Thái: יָקְנְעָם עילית), cũng Yoqne'am Illit và Jokneam Illit là một phía đông nam thành phố Haifa ở miền bắc Israel. Nó nằm trong một vùng đồi núi của Galilee thấp hơn, giáp Quốc lộ 70 và núi Carmel. Yokneam Illit tọa lạc tại chân dãy núi Carmel và nhìn ra Thung lũng Jezreel, cự ly 21 km (13 dặm) so với Haifa và 80 km (50 dặm) so với Tel Aviv. Yokneam Illit có dân số 18.600 người vào cuối năm 2007. Thành phố đã phát triển như một trung tâm cho các doanh nghiệp công nghệ cao, do vị trí gần Technion ở đông Haifa.